# 蒋通
蒋通（1925年—），男，祖籍浙江海宁，生于山东青岛，中国无线电微波技术专家，曾任航天工业部第八研究院第八设计部技术副主任、科技委员会主任、总设计师。